# منحنی مسطح

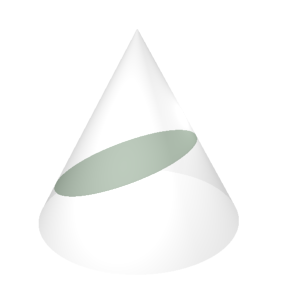
بیضی و تمام مقاطع مخروطی یک منحنی مسطح هستند. زیرا می‌توان آنها را در یک صفحه جای داد و ترسیم نمود.

در ریاضیات منحنی مسطح (به انگلیسی: Plane Curve) (یا خم مسطح)، منحنی در صفحه است. این صفحه ممکن است یک صفحه اقلیدسی، صفحه آفینی یا یک صفحه تصویری باشد. بیشترین منحنی‌هایی از این نوع که مورد مطالعه قرار گرفته‌اند، منحنی‌های مسطح هموار (شامل منحنی‌های مسطح قطعه-به-قطعه هموار)، و منحنی‌های مسطح جبری می‌باشند. همچنین منحنی‌های مسطح شامل منحنی‌های ژوردان (منحنی‌هایی که ناحیه‌ای از صفحه را دربر گرفته اما لزوماً هموار نیستند) و نمودارهای توابع پیوسته می‌شود.